# Tabu (actriz)
Tabassum Fatima Hashmi (Hyderabad, Telangana, 4 de noviembre de 1971), conocida simplemente como Tabu, es una actriz de cine india. Ha actuado en películas de la industria hindi, tamil, telugu y malabar, además de participar en algunas producciones en inglés. Ha ganado dos veces el Premio Nacional de Cine y ha recibido seis Premios Filmfare. Recibió el galardón Padma Shri por el Gobierno de la India en 2011. Logró el reconocimiento internacional por su participación en la película estadounidense Life of Pi, donde interpretó el papel de Gita Patel, madre del protagonista de la cinta.

## Biografía

### Primeros años
Tabassum Fatima Hashmi nació el 4 de noviembre de 1971, hija de Jamal Hashmi y Rizwana en el seno de una familia musulmana. Sus padres se divorciaron poco tiempo después de su nacimiento. Su madre era maestra de escuela y sus abuelos maternos eran profesores jubilados que dirigían una escuela. Su abuelo, Mohammed Ahsan, era profesor de matemáticas, y su abuela era profesora de literatura inglesa. Tabassum ingresó a la escuela secundaria St. Anns en Hyderabad. Se mudó a Bombay en 1983 y estudió en el colegio St. Xavier por dos años.
Es la sobrina de Shabana Azmi, Tanvi Azmi y Baba Azmi y la hermana menor de la actriz Farah Naaz. Habla los idiomas telugu, urdú, hindi e inglés.

### Carrera

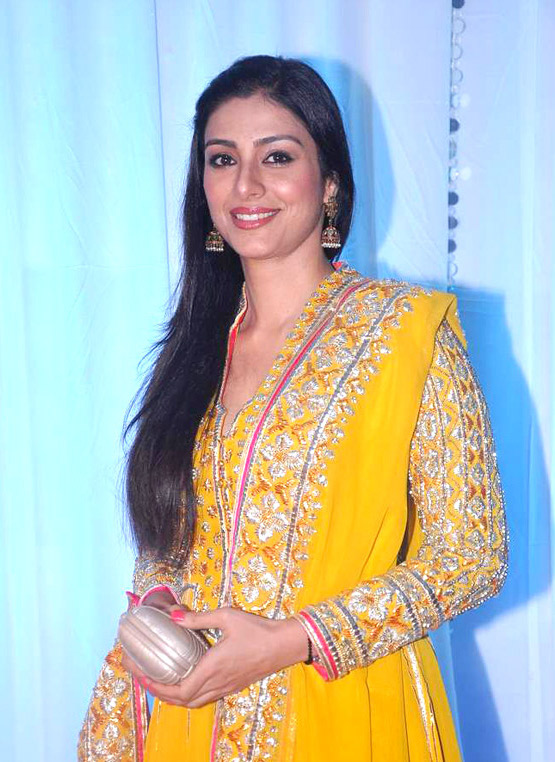
Tabu en 2012.

Tabu ha actuado en varias industrias cinematográficas en la India, de las que destacan producciones como Maachis (1996),  Kaalapaani (1996), Virasat (1997), Kandukondain Kandukondain (2000), Hu Tu Tu (1999), Astitva (2000), Chandni Bar (2001), Maqbool (2003), Cheeni Kum (2007), Haider (2014), Drishyam (2015) y Andhadhun (2018). También ha interpretado roles protagónicos y de reparto en películas críticamente aclamadas como Coolie No.1 (1991), Vijaypath (1995) , Ninne Pelladata (1996), Jeet (1996), Saajan Chale Sasural (1996), Border (1997), Chachi 420 (1997), Biwi No.1 (1999), Hum Saath-Saath Hain (1999), Hera Pheri (2000), Fanaa (2006), Jai Ho (2014) y Golmaal Again (2017).
Se introdujo en el cine estadounidense con un rol protagónico en El buen nombre (The Namesake), su primera película en Hollywood, en 2006 dirigida por la directora también india Mira Nair. Tuvo un papel de reparto en la popular cinta de Ang Lee Life of Pi (2012). También formó parte del reparto de la miniserie de la BBC A Suitable Boy y de la serie de HBO Dune: Prophecy (2024) precuela de la película Dune (2021). En la serie interpreta a la Hermana Francesca.

## Controversia
En 1998 Tabu fue acusada de cazar furtivamente dos antílopes cervicapra en Kankani durante el rodaje de la película Hum Saath Saath Hain junto con los actores Salman Khan, Saif Ali Khan, Sonali Bendre y Neelam Kothari.
 Un tribunal inferior los acusó en virtud de la Ley de protección de la vida silvestre de 1972. La actriz presentó una petición de revisión ante un tribunal de sesiones. Tras una larga disputa legal, el 5 de abril de 2018 la actriz fue absuelta de dichos cargos.

## Filmografía
| Título                           | Año  | Rol                          | Idioma  |
| -------------------------------- | ---- | ---------------------------- | ------- |
| Bazaar                           | 1982 |                              | Hindi   |
| Hum Naujawan                     | 1985 | Priya                        | Hindi   |
| Coolie No. 1                     | 1991 | Ranjani                      | Telugu  |
| Mashooq                          | 1992 |                              | Hindi   |
| Pehla Pehla Pyar                 | 1994 | Sapna                        | Hindi   |
| Vijaypath                        | 1994 | Mohini                       | Hindi   |
| Prem                             | 1995 | Lachi                        | Hindi   |
| Saajan Ki Baahon Mein            | 1995 | Kavita                       | Hindi   |
| Sisindri                         | 1995 |                              | Telugu  |
| Haqeeqat                         | 1995 | Sudha                        | Hindi   |
| Himmat                           | 1996 | Anju                         | Hindi   |
| Kadhal Desam                     | 1996 | Divya                        | Tamil   |
| Tu Chor Main Sipahi              | 1996 | Kajal                        | Hindi   |
| Jeet                             | 1996 | Tulsi                        | Hindi   |
| Kaalapani                        | 1996 | Parvathi                     | Malabar |
| Maachis                          | 1996 | Veeran                       | Hindi   |
| Saajan Chale Sasural             | 1996 | Divya Khurana                | Hindi   |
| Ninne Pelladata                  | 1996 | Mahalakshmi                  | Telugu  |
| Darmiyaan: In Between            | 1997 | Chitra                       | Hindi   |
| Virasat                          | 1997 | Gehna                        | Hindi   |
| Border                           | 1997 | Esposa de Kuldeep            | Hindi   |
| Iruvar                           | 1997 | Senthamarai                  | Tamil   |
| Chachi 420                       | 1997 | Janki Paswan                 | Hindi   |
| Thaayin Manikodi                 | 1998 | Rani                         | Tamil   |
| Aavida Maa Aavide                | 1998 | Archana                      | Telugu  |
| 2001: Do Hazaar Ek               | 1998 | Billu                        | Hindi   |
| Hu Tu Tu                         | 1999 | Panna                        | Hindi   |
| Biwi No.1                        | 1999 | Lovely                       | Hindi   |
| Kohram                           | 1999 | Kiran                        | Hindi   |
| Hanuman                          | 1999 | Anja                         | Inglés  |
| Hum Saath-Saath Hain             | 1999 | Sadhana                      | Hindi   |
| Thakshak                         | 1999 | Suman Dev                    | Hindi   |
| Hera Pheri                       | 2000 | Anuradha Shivshankar Panikar | Hindi   |
| Kandukondain Kandukondain        | 2000 | Sowmya                       | Tamil   |
| Tarkieb                          | 2000 | Roshni Choubey               | Hindi   |
| Dil Pe Mat Le Yaar               | 2000 | Kamya Lal                    | Hindi   |
| Shikari                          | 2000 | Suman                        | Hindi   |
| Astitva                          | 2000 | Aditi Pandit                 | Hindi   |
| Ghaath                           | 2000 | Kavita Choudhary             | Hindi   |
| Snegithiye                       | 2000 | ACP Gayatri                  | Tamil   |
| Cover Story                      | 2000 | Jasmine Khan                 | Malabar |
| Dil Ne Phir Yaad Kiya            | 2001 | Roshni Batra                 | Hindi   |
| Chandni Bar                      | 2001 | Mumtaz                       | Hindi   |
| Aamdani Atthani Kharcha Rupaiyaa | 2001 | Meena                        | Hindi   |
| Maa Tujhhe Salaam                | 2002 | Sonia Khanna                 | Hindi   |
| Filhaal...                       | 2002 | Rewa Singh                   | Hindi   |
| Chennakesava Reddy               | 2002 | Devi                         | Telugu  |
| Zindagi Khoobsoorat Hai          | 2002 | Shalu                        | Hindi   |
| Saathiya                         | 2002 | Savithri Rao                 | Hindi   |
| Abar Aranye                      | 2003 | Amrita                       | Bengalí |
| Khanjar: The Knife               | 2003 | Shilpa                       | Hindi   |
| Hawa                             | 2003 | Sanjana                      | Hindi   |
| Jaal: The Trap                   | 2003 | Neha Pandit                  | Hindi   |
| Maqbool                          | 2003 | Nimmi                        | Hindi   |
| Main Hoon Na                     | 2004 |                              | Hindi   |
| Meenaxi: A Tale of Three Cities  | 2004 | Meenaxi                      | Hindi   |
| Bhagmati                         | 2005 | Bhagmati                     | Hindi   |
| Andarivaadu                      | 2005 | Shanthi                      | Telugu  |
| Silsiilay                        | 2005 | Rehana                       | Hindi   |
| Shock                            | 2006 | Gita                         | Telugu  |
| Fanaa                            | 2006 | Malini Tyagi                 | Hindi   |
| El buen nombre                   | 2006 | Ashima                       | Inglés  |
| Sarhad Paar                      | 2007 | Pammi                        | Hindi   |
| Rakkilippattu                    | 2007 | Gayatri Varma                | Malabar |
| Cheeni Kum                       | 2007 | Nina Verma                   | Hindi   |
| Om Shanti Om                     | 2007 | Ella misma                   | Hindi   |
| Idi Sangathi                     | 2008 | Swarajyalakshmi              | Telugu  |
| Pandurangadu                     | 2008 | Amrutha                      | Telugu  |
| Toh Baat Pakki!                  | 2010 | Rajeshwari Saxena            | Hindi   |
| Khuda Kasam                      | 2010 | Neetu Singh                  | Hindi   |
| Urumi                            | 2011 |                              | Malabar |
| Life of Pi                       | 2012 | Gita Patel                   | Inglés  |
| David                            | 2013 | Frenny                       | Hindi   |
| David                            | 2013 | Frenny                       | Tamil   |
| Jai Ho                           | 2014 | Geeta Agnihotri              | Hindi   |
| Haider                           | 2014 | Ghazala Meer                 | Hindi   |
| Drishyam                         | 2015 | Meera Deshmukh               | Hindi   |
| Talvar                           | 2015 | Reema Kumar                  | Hindi   |
| Fitoor                           | 2016 | Begum Hazrat Jaan            | Hindi   |
| Golmaal Again                    | 2017 | Anna Matthew                 | Hindi   |
| Missing                          | 2018 | Aparna Dubey                 | Hindi   |
| Sanju                            | 2018 | Ella misma                   | Hindi   |
| Andhadhun                        | 2018 | Simi                         | Hindi   |